# 陪審團

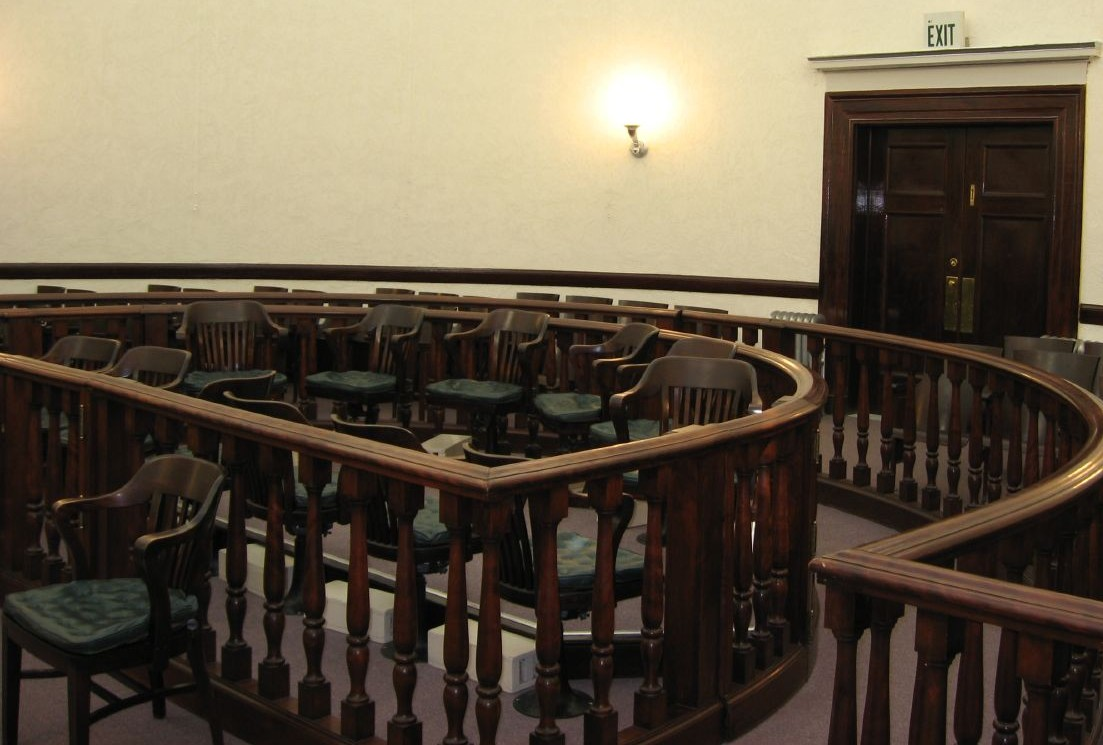
美國內華達州潘興縣法院內的陪審團座席

陪審團為法院中，用以判定事實或被告是否有罪（視乎各地法律而定）的平民團體。陪審團的歷史根源可追溯到歐洲古代的日耳曼民族部落習俗，並隨著中世紀盎格魯-撒克遜人（日耳曼人的一支）的遷徙而將此習俗帶入今日的不列顛地區。現代形式的陪審團則起源於12世紀中，英格蘭國王亨利二世的時候，當時即以犯罪地的行政區與村落的6至12人為代表來審訊疑犯。

## 概要
陪審團在英美法系（亦稱普通法系、海洋法系）的司法區最為普及，例如英國、美國、加拿大、澳洲、紐西蘭、愛爾蘭、印度、香港等。不過在歐陸法系的地區，如比利時、西班牙、挪威、瑞典、巴西等，也在審理案件中設有陪審團或類似的機制。德國於1848年至1924年曾使用陪審團制度，1924年起改成持續至今的（平民參審）。日本於1928年至1943年也採用此制度，廢止後恢復僅由職業法官審判，直到2009年引進與德國平民參審類似的裁判員制度。法國的用語（Cour d'assises）和義大利的用語（Corte d'Assise）雖也稱為陪審，但其實是類似德、日，由平民與職業法官共同判決的參審。陪審團和參審員是有分別的，陪審團只是負責根據控辯雙方提交的理據作出判斷及進行裁決，如被告的罪名是否成立，審訊期間不能直接向控辯雙方法律代表及被告詢問，但可在退庭商議時徵詢法官的法律意見，並由在席的陪審員一同議決，一般而言法官是要遵從陪審團的集體裁決，判決被告是否罪名成立，而判刑則通常不屬於陪審團的工作範圍（但在美國多個州，陪審團是會參與判刑。另外就是否判處死刑是例外。在有死刑且同時採用陪審團的國家，法官通常都需要得到陪審團的一致同意才能判處死刑），被告的刑罰是由法官決定，雖然由陪審團的裁決可能會被質疑，不過在審訊期間控辯雙方如認為有陪審員明顯不適任，仍可向法官提出理據，由法官決定是否有需要接任個別陪審員或解散目前的陪審團，再組成另一陪審團重新審訊，此外陪審團在商議進行商議時如無法達成裁決的共識，法官也可解散陪審團。參審制則由獲選的民眾出任參審員，與法官一起組成合議庭審理案件，參審員和法官的職責接近，可以向控辯雙方的法律代表詢問，除了可參與裁決，甚至可參與量刑，但另一方面法官可就罪名是否成立及量刑作最終決定。

## 適用範圍

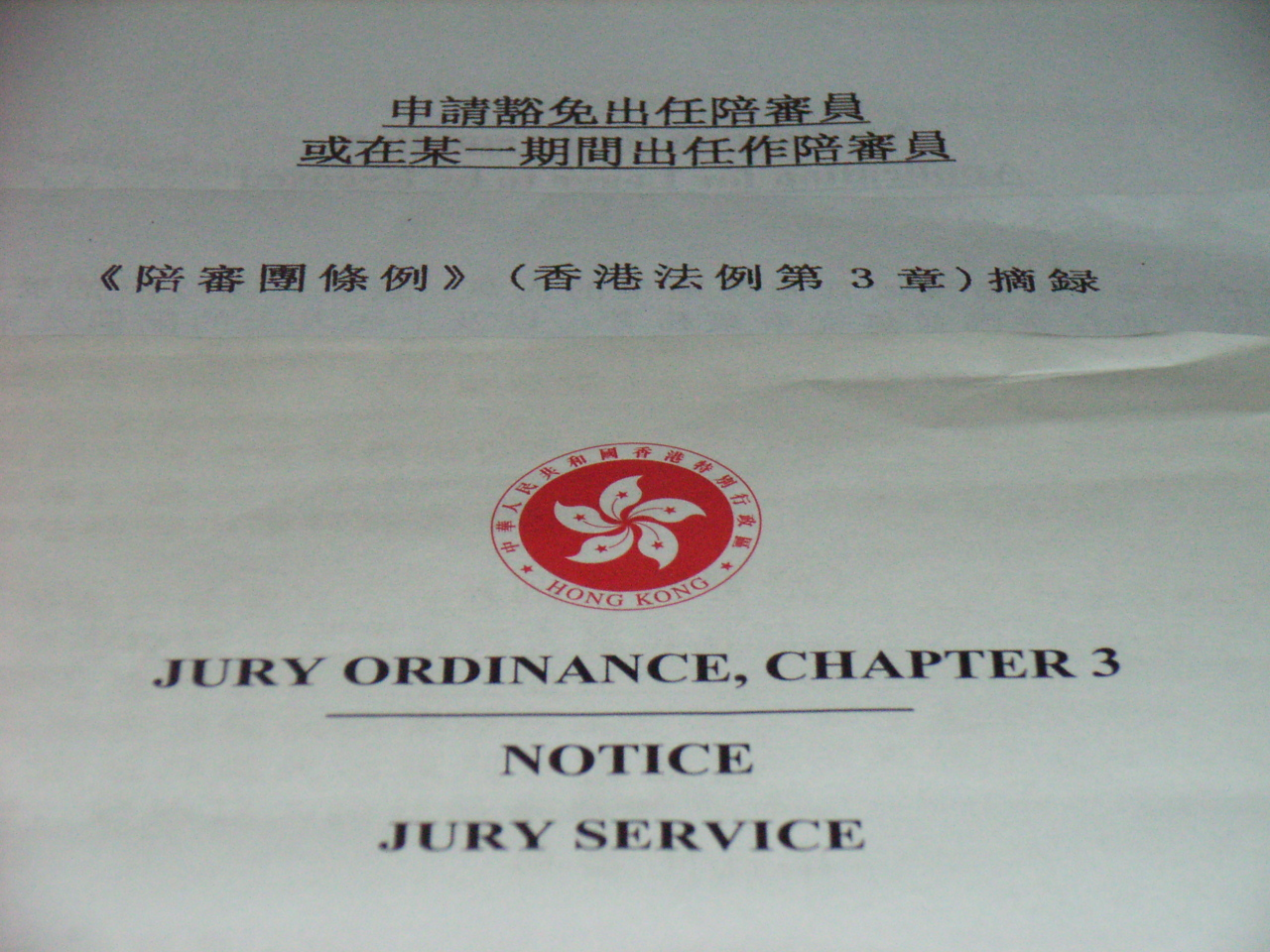
《香港法例》第三章——《陪審團條例》

陪审团可用于绝大多数刑事审訊和部分民事案件，不同國家或地區的情況有差異，例如香港只有高等法院及死因裁判法庭原訟庭才設有陪審團。组成人员叫陪审员，由法院辖区范围内的成人中随机选出。
在刑事案件中陪审团分为大陪审团（Grand Jury）和小陪审团。大陪審團用於決定是否對某一疑似犯罪的行為開啟偵查程序，以及偵查完成後決定是否起訴；小陪審團則用於審判中認定犯罪事實有無（有罪／無罪）；而判決中的法律論述和量刑則通常由法官決定。

## 出任資格

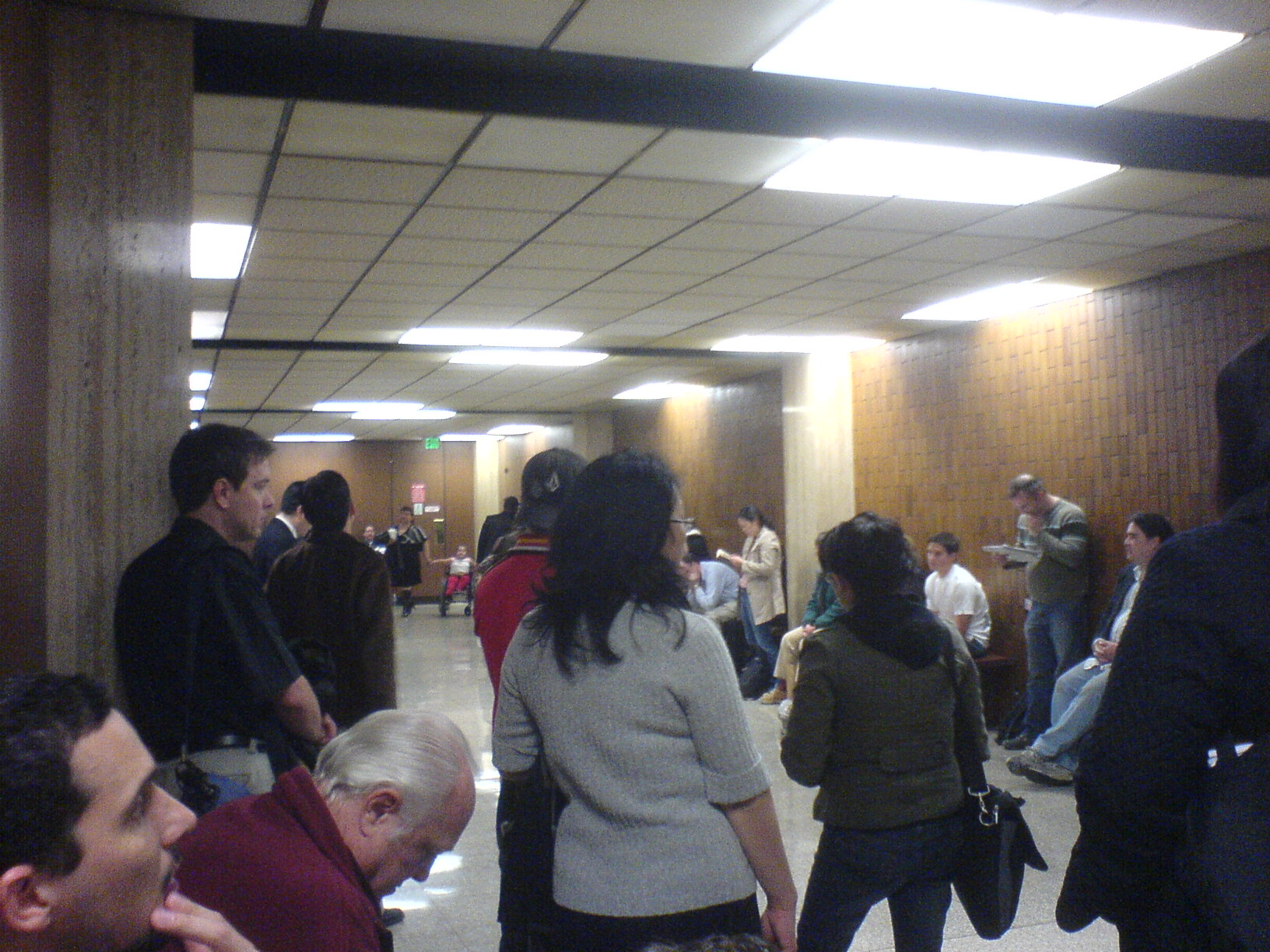
美國洛杉磯的一個法院內約有50名公民被傳召到法庭外參加陪審員選任

所有成年公民都可能被選為陪審員，卻不是所有成年民眾皆有資格出任陪審員，例如警察、軍人、律师、教授、神職人員、市（省）长、法学系的学生、醫生、牙醫、報紙編輯等，可能不符合或可獲豁免出任陪審員。陪审员的选任需要遵从一定的选任程序。
陪审团人数由當地法律規定，各地法律規定的人數不一。在一些國家或地區，設有替补陪审员，和陪审员一同产生并旁听案件审理。如正式陪审员因某些原因不能完成工作，由替补陪审员接替并投票表决。在另一些地方，如有陪審員中途退出，需要解散原來的陪審團，重行選出新的陪審團，並且重新開始審訊程序。陪審員如無合理原因而缺席審訊是違法的，可被法律追究。例如美國，無故缺席最重可能會需要坐牢二年。

## 避免妨礙司法公正
任何人企圖在法庭以外影響陪審員的決定，例如私下接觸陪審員，或在大眾媒體發佈某些沒有在審訊中披露的資料，也可能觸犯法律。

## 陪審團的表決

### 票數門檻
在控方與辯方都針對證據、證人檢驗並辯論完之後，陪審團進入一密室討論（評議）並表決。陪審團表決的票數門檻各國不同，例如：
- 香港陪審團的表決以絕對多數票決定。
- 加拿大和美國的陪審團在刑事案件中，不論有罪或無罪的決定都需要一致決；民事案件則只需要多數決。
- 英國各構成國的規定不同。英格蘭和威爾斯的陪審團原則上需要一致決，但在僵持不下時，法官可以裁定只需要10比2或10比1的票數。蘇格蘭的陪審團只需要多數決。

在需要一致決或者其他高票數門檻的司法系統中，若陪審團經過長時間的討論仍無法抵達門檻，會構成陪審團僵局，此時法官需要解散陪審團，另行選出新的陪審團，重新審判。

### 裁決效力
陪審團所認定的結果稱為裁决 (英語：verdict)，僅具事實認定之效果而非正式判決，法官會據以參酌法律判斷做出判決（英語：Judgement）。如果陪審團所認定裁決不合乎常理，或者有違背法官所給的法律指示，法官得排除陪審團的結論而逕為判決（英美法上稱為JNOV,即Judgement Notwithstanding the Verdict），但此時法官必須於判決書中詳細交代推翻陪審團認定的理由。
有些地方規定陪審團如判決被告無罪，控方或法官除非找到新的証據，否則不能推翻陪審團的決定，也不能上訴。被判有罪的被告的刑罰通常由法官決定，而不是由陪審團決定。

## 陪審團否決權
陪審團否決權，指陪審團確定被告真的有犯法而判決被告無罪。以香港公眾的觀念即是，犯法但不犯罪。雖然陪審團對某一法例判決被告無罪不會使該法例在體制執行上廢除，但當持續各個案件對該法例判決被告無罪，就事實上使得該法例無效，因而這一做法在英文稱為（Jury Nullification）。這是美國制度的情況和名稱，因為不構成審案先例。
在過去美國，陪審團實施過否決權的案件有關於奴隸逃亡、出版自由（John Peter Zenger案）、信仰自由（William Penn案）。 

### 陪審團衡平法
在英國，相對應權力稱為陪審團衡平法（jury equity），是對往後同類案件構成案例，或檢控官不再檢控該法例。
1985年 Clive Ponting 被控披露機密，他以公眾利益做抗辯理由，陪審團就案件脫離主審法官的引導，判定被告無罪。
衡平法中文譯法雖然有個法字，但英文是equity，沒有附帶生字law，衡平法不是具體法律條文，而是指一套體系，判案者秉持正義和良知，以判決糾正錯誤的法律。

### 否決權的不良應用
陪審團否決權的使用有可能是基於偏見。美國過去曾經有黑人案件，陪審員候選名冊中黑人極少，白人一方律師剔除被隨機抽中的黑人陪審員候選人，使得陪審團變成清一色白人。例如因殺害黑人或民權運動人士而被起訴的白人種族主義者被全體白人陪審員裁決無罪的案例。
現今美國，陪審員的選取避免了清一色白人，而是橫跨各個種族。美國禁止了不給出理由剔除黑人和婦女。現今美國，對白人肯定不會被判罪或黑人肯定會被判罪的擔心，已不再存在。
另一方面，與之制衡，可以請求無視陪審團的判決，改由法官判決，稱為逕為判決（英文：Judgment Notwithstanding the Verdict，拉丁文：Judgment Non Obstante Veredicto，簡稱：JNOV），少數情況會被接受。對於這類制衡，也有制衡。在刑事案件，控方一般是政府檢控部門，專業控告別人並有整個政府行政機構，在平衡之下，有各種方式保障被告，有不能一罪兩審原則，被告被判無罪後不能被上訴或被對同一案件控告同一條罪第二次。基於不能一罪兩審原則，在刑事案件，陪審團對被告判決無罪不能被推翻。

## 部分觀點

### 優點
- 可彌補職業法官缺乏社會經驗、不知民間疾苦的問題；
- 可避免職業法官受政治力或上級影響的問題；
- 可減輕職業法官收受賄賂的問題；
- 透過一致決或高表決門檻的設定，可降低判決錯誤率，以及避免隱藏於一般大眾思維中的偏見主導判決（12人中總會有一兩人的想法與眾不同）；
- 在以上各種優點的支持下，最終提高人民對判決與司法系統的信賴感。[8][9]

## 外部連結
- Grand Jury FAQ from the American Bar Association
- The California Grand Jurors' Association （页面存档备份，存于）
- "Federal Grand Jury" （页面存档备份，存于）, a website from a professor at the University of Dayton
- More on Grand Jury reform, from the National Association of Criminal Defense Lawyers
- How Federal Grand Juries Work （页面存档备份，存于） NPR. Accessed 2008-09-06.
- Gottlieb, Bruce. . Slate. 5 August 1998  [2018-10-07]. （原始内容存档于2011-08-31）.
- Who invented the grand jury? （页面存档备份，存于） from the Straight Dope
- Questioning Double Jeopardy （页面存档备份，存于）
- Grand Juries （页面存档备份，存于）
- The Grand Jury （页面存档备份，存于）, Hugh Turley, Hyattsville Life and Times, January, 2007
- Craig Rosebraugh: Tools of Government Repression （页面存档备份，存于）

Grand juror handbooks from the court system
- U.S. Federal Grand Jury Handbook (PDF)
- Virginia
- Handbook for Hennepin County (Minnesota) Grand Jurors (PDF)
- Illinois （页面存档备份，存于）